# NBA Finals Most Valuable Player Award
De NBA Finals Most Valuable Player Award is een prijs voor de speler die tijdens de NBA Finale het meest aan het succes van zijn team heeft bijgedragen. De prijs wordt gewoonlijk toegekend aan een speler van het winnende team. De eerste keer dat de prijs werd toegekend, in 1969, ging deze echter naar Jerry West, die deel uitmaakte van het Los Angeles Lakers dat toen van de Boston Celtics verloor. Michael Jordan won de prijs een recordaantal van zes keer, evenzo vaak als hij zijn opwachting in een NBA Finale maakte. Andere meervoudige winnaars zijn Magic Johnson, Shaquille O'Neal, Tim Duncan en LeBron James, die de prijs elk drie keer wonnen en Willis Reed, Kareem Abdul-Jabbar, Larry Bird, Hakeem Olajuwon, Kobe Bryant, Kevin Durant en Kawhi Leonard die elk twee keer wonnen. Magic Johnson was de jongste speler en enige rookie die tot NBA Finals MVP werd gekroond. Dit gebeurde na de NBA Finale van 1980, toen Johnson twintig jaar oud was.

## Erelijst
| Jaar | Speler                  | Positie        | Nationaliteit    | Club                   |
| ---- | ----------------------- | -------------- | ---------------- | ---------------------- |
| 1969 | Jerry West              | Guard          | Verenigde Staten | Los Angeles Lakers     |
| 1970 | Willis Reed             | Center/Forward | Verenigde Staten | New York Knicks        |
| 1971 | Lew Alcindor            | Center         | Verenigde Staten | Milwaukee Bucks        |
| 1972 | Wilt Chamberlain        | Center         | Verenigde Staten | Los Angeles Lakers     |
| 1973 | Willis Reed             | Center/Forward | Verenigde Staten | New York Knicks        |
| 1974 | John Havlicek           | Forward/Guard  | Verenigde Staten | Boston Celtics         |
| 1975 | Rick Barry              | Forward        | Verenigde Staten | Golden State Warriors  |
| 1976 | Jo Jo White             | Guard          | Verenigde Staten | Boston Celtics         |
| 1977 | Bill Walton             | Center         | Verenigde Staten | Portland Trail Blazers |
| 1978 | Wes Unseld              | Center/Forward | Verenigde Staten | Washington Bullets     |
| 1979 | Dennis Johnson          | Guard          | Verenigde Staten | Seattle SuperSonics    |
| 1980 | Magic Johnson           | Guard          | Verenigde Staten | Los Angeles Lakers     |
| 1981 | Cedric Maxwell          | Forward        | Verenigde Staten | Boston Celtics         |
| 1982 | Magic Johnson           | Guard          | Verenigde Staten | Los Angeles Lakers     |
| 1983 | Moses Malone            | Center         | Verenigde Staten | Philadelphia 76ers     |
| 1984 | Larry Bird              | Forward        | Verenigde Staten | Boston Celtics         |
| 1985 | Kareem Abdul-Jabbar     | Center         | Verenigde Staten | Los Angeles Lakers     |
| 1986 | Larry Bird              | Forward        | Verenigde Staten | Boston Celtics         |
| 1987 | Magic Johnson           | Guard          | Verenigde Staten | Los Angeles Lakers     |
| 1988 | James Worthy            | Forward        | Verenigde Staten | Los Angeles Lakers     |
| 1989 | Joe Dumars              | Guard          | Verenigde Staten | Detroit Pistons        |
| 1990 | Isiah Thomas            | Guard          | Verenigde Staten | Detroit Pistons        |
| 1991 | Michael Jordan          | Guard          | Verenigde Staten | Chicago Bulls          |
| 1992 | Michael Jordan          | Guard          | Verenigde Staten | Chicago Bulls          |
| 1993 | Michael Jordan          | Guard          | Verenigde Staten | Chicago Bulls          |
| 1994 | Hakeem Olajuwon         | Center         | Nigeria          | Houston Rockets        |
| 1995 | Hakeem Olajuwon         | Center         | Nigeria          | Houston Rockets        |
| 1996 | Michael Jordan          | Guard          | Verenigde Staten | Chicago Bulls          |
| 1997 | Michael Jordan          | Guard          | Verenigde Staten | Chicago Bulls          |
| 1998 | Michael Jordan          | Guard          | Verenigde Staten | Chicago Bulls          |
| 1999 | Tim Duncan              | Forward/Center | Verenigde Staten | San Antonio Spurs      |
| 2000 | Shaquille O'Neal        | Center         | Verenigde Staten | Los Angeles Lakers     |
| 2001 | Shaquille O'Neal        | Center         | Verenigde Staten | Los Angeles Lakers     |
| 2002 | Shaquille O'Neal        | Center         | Verenigde Staten | Los Angeles Lakers     |
| 2003 | Tim Duncan              | Forward/Center | Verenigde Staten | San Antonio Spurs      |
| 2004 | Chauncey Billups        | Guard          | Verenigde Staten | Detroit Pistons        |
| 2005 | Tim Duncan              | Forward/Center | Verenigde Staten | San Antonio Spurs      |
| 2006 | Dwyane Wade             | Guard          | Verenigde Staten | Miami Heat             |
| 2007 | Tony Parker             | Guard          | Frankrijk        | San Antonio Spurs      |
| 2008 | Paul Pierce             | Forward        | Verenigde Staten | Boston Celtics         |
| 2009 | Kobe Bryant             | Guard          | Verenigde Staten | Los Angeles Lakers     |
| 2010 | Kobe Bryant             | Guard          | Verenigde Staten | Los Angeles Lakers     |
| 2011 | Dirk Nowitzki           | Forward        | Duitsland        | Dallas Mavericks       |
| 2012 | LeBron James            | Forward        | Verenigde Staten | Miami Heat             |
| 2013 | LeBron James            | Forward        | Verenigde Staten | Miami Heat             |
| 2014 | Kawhi Leonard           | Forward        | Verenigde Staten | San Antonio Spurs      |
| 2015 | Andre Iguodala          | Forward/Guard  | Verenigde Staten | Golden State Warriors  |
| 2016 | LeBron James            | Forward        | Verenigde Staten | Cleveland Cavaliers    |
| 2017 | Kevin Durant            | Forward        | Verenigde Staten | Golden State Warriors  |
| 2018 | Kevin Durant            | Forward        | Verenigde Staten | Golden State Warriors  |
| 2019 | Kawhi Leonard           | Forward        | Verenigde Staten | Toronto Raptors        |
| 2020 | LeBron James            | Forward        | Verenigde Staten | Los Angeles Lakers     |
| 2021 | Giannis Antetokounmpo   | Forward        | Griekenland      | Milwaukee Bucks        |
| 2022 | Stephen Curry           | Guard          | Verenigde Staten | Golden State Warriors  |
| 2023 | Nikola Jokić            | Center         | Servië           | Denver Nuggets         |
| 2024 | Jaylen Brown            | Forward/Guard  | Verenigde Staten | Boston Celtics         |
| 2025 | Shai Gilgeous-Alexander | Guard          | Canada           | Oklahoma City Thunder  |

## Meervoudig winnaars
| Aantal | Speler              | Team(s)                                                 | Jaar                               |
| ------ | ------------------- | ------------------------------------------------------- | ---------------------------------- |
| 6      | Michael Jordan      | Chicago Bulls                                           | 1991, 1992, 1993, 1996, 1997, 1998 |
| 4      | LeBron James        | Miami Heat (2), Cleveland Cavaliers, Los Angeles Lakers | 2012, 2013, 2016, 2020             |
| 3      | Magic Johnson       | Los Angeles Lakers                                      | 1980, 1982, 1987                   |
| 3      | Shaquille O'Neal    | Los Angeles Lakers                                      | 2000, 2001, 2002                   |
| 3      | Tim Duncan          | San Antonio Spurs                                       | 1999, 2003, 2005                   |
| 2      | Willis Reed         | New York Knicks                                         | 1970, 1973                         |
| 2      | Kareem Abdul-Jabbar | Milwaukee Bucks, Los Angeles Lakers                     | 1971, 1985                         |
| 2      | Larry Bird          | Boston Celtics                                          | 1984, 1986                         |
| 2      | Hakeem Olajuwon     | Houston Rockets                                         | 1994, 1995                         |
| 2      | Kobe Bryant         | Los Angeles Lakers                                      | 2009, 2010                         |
| 2      | Kevin Durant        | Golden State Warriors                                   | 2017, 2018                         |
| 2      | Kawhi Leonard       | San Antonio Spurs, Toronto Raptors                      | 2014, 2019                         |

## Winnaars per club
| Aantal | Club                   | Jaar                                                                         |
| ------ | ---------------------- | ---------------------------------------------------------------------------- |
| 13     | Los Angeles Lakers     | 1969, 1972, 1980, 1982, 1985, 1987, 1988, 2000, 2001, 2002, 2009, 2010, 2020 |
| 7      | Boston Celtics         | 1974, 1976, 1981, 1984, 1986, 2008, 2024                                     |
| 6      | Chicago Bulls          | 1991, 1992, 1993, 1996, 1997, 1998                                           |
| 5      | San Antonio Spurs      | 1999, 2003, 2005, 2007, 2014                                                 |
| 5      | Golden State Warriors  | 1975, 2015, 2017, 2018, 2022                                                 |
| 3      | Detroit Pistons        | 1989, 1990, 2004                                                             |
| 3      | Miami Heat             | 2006, 2012, 2013                                                             |
| 2      | New York Knicks        | 1970, 1973                                                                   |
| 2      | Houston Rockets        | 1970, 1973                                                                   |
| 2      | Milwaukee Bucks        | 1971, 2021                                                                   |
| 1      | Portland Trail Blazers | 1977                                                                         |
| 1      | Washington Bullets     | 1978                                                                         |
| 1      | Seattle SuperSonics    | 1979                                                                         |
| 1      | Philadelphia 76ers     | 1983                                                                         |
| 1      | Dallas Mavericks       | 2011                                                                         |
| 1      | Cleveland Cavaliers    | 2016                                                                         |
| 1      | Toronto Raptors        | 2019                                                                         |
| 1      | Denver Nuggets         | 2023                                                                         |
| 1      | Oklahoma City Thunder  | 2025                                                                         |